# Chris Jespersen
Chris André Jespersen (* 18. Oktober 1983 in Etne) ist ein norwegischer Skilangläufer.

## Leben und Karriere
Jespersen konnte vor allem im Juniorenalter internationale Erfolge aufweisen. Bei den Juniorenweltmeisterschaften 2002 in Schonach belegte er den fünften Platz über 10 Kilometer Freistil. Ein Jahr später gewann er bei den Junioren-Weltmeisterschaften 2003 in Sollefteå die Goldmedaille über die 30 Kilometer-Freistildistanz. Über 10 Kilometer klassisch wurde er Neunter. sowie Silber mit der Staffel.
Seinen ersten Einsatz im Skilanglauf-Weltcup hatte Jespersen am 6. Dezember 2003 über 30 Kilometer Freistil in Toblach. Als 72. von 79 klassierten Athleten konnte er jedoch nicht überzeugen. Bei den U23-Juniorenweltmeisterschaften in Kranj 2006 verpasste er als Vierter über 15 Kilometer klassisch knapp eine Medaille. Im Weltcup konnte er sich auch in den darauffolgenden Jahren nicht gegen die starke nationale Konkurrenz durchsetzen und hatte bis zur Saison 2007/08 nur drei weitere Einsätze im Weltcup, von denen er zwei Rennen nicht beendete und sich einmal als 50. platzierte.
Seinen bis dahin größten Erfolg feierte Jespersen im Februar 2008, als er mit der zweiten norwegischen Staffel den Weltcup in Falun gewinnen konnte. In dieser Saison startete er vorwiegend im Continental Cup. Dort konnte er am Ende der Saison den achten Platz in der Gesamtwertung des Scandinavian Cups vorweisen. Zum Saisonauftakt des Skilanglauf-Weltcups 2008/09 in Gällivare rechtfertige Jespersen seine Nominierung mit dem 13. Platz über 15 Kilometer Freistil und erreichte damit sein bis dahin bestes Resultat in einem Einzelweltcup. Jedoch blieb Jespersen weiter Mitglied des B-Kaders und kam erst im März in Trondheim wieder zum Einsatz im Weltcup.
Auch zur Saison 2009/10 gehörte Jespersen nicht zum A-Kader und startete weiter bei unterklassigen FIS-Rennen oder im Scandinavian Cup. Erst zum Saisonende in Oslo bestritt er wieder ein Weltcup-Rennen und kam als 28. beim 50 km-Rennen wieder in den Punkterängen ins Ziel. Zur Saison 2010/11 startete er überraschend anfangs im A-Kader und wurde in Gällivare Vierter über 15 km. Mit der Staffel sicherte er sich einen Tag später als Dritter einen erneuten Podestplatz. Nachdem er beim Nordic Opening in Kuusamo die Sprintetappe als 88. beendete, zog Jespersen sich erneut aus dem A-Kader zurück. Auch bei seinem erneuten Start in La Clusaz kam er beim 30 km Massenstart nicht ins Ziel. Daraufhin ging Jespersen erneut in den Scandinavian Cup. Nach einem Sieg im Rennen von Keuruu startete er in Lahti wieder im Weltcup, blieb aber ohne Punkte.
Bei den Norwegischen Meisterschaften 2011 in Kvaløysletta gewann er Silber über die 50-km-Distanz. Zur Saison 2011/12 kam Jespersen erneut in den A-Kader. Bereits beim ersten Weltcup in Sjusjøen lief er in die Punkte. Auch beim Nordic Opening in Kuusamo sammelte er als 25. wertvolle Weltcup-Punkte. Zum Ende der Saison gelang ihm dies erneut beim Skiathlon in Lahti. Im April 2012 gewann er beim Haukelirennet über 32 km Freistil und beim Skarverennet über 38 km Freistil.
In die Saison 2012/13 startete Jespersen mit Rang 17 beim Nordic Opening in Kuusamo. Wenige Tage später belegte er mit Rang acht in Canmore einen sehr guten Top-10-Platz. Mit weiteren Punkterängen, darunter einem 30. Platz beim Saisonfinale beendete er die Saison auf Rang 49 der Gesamtwertung.
Seinen endgültigen Durchbruch im Weltcup erreichte Jespersen in der Saison 2013/14. Beim Nordic Opening belegte er am Ende den achten Platz. Nach einem weiteren achten Platz beim 15-km-Weltcup in Lillehammer stand er als Zweiter an gleicher Stelle mit der Staffel erneut auf dem Podium. In Davos gelang ihm als Zweiter erstmals ein Podestplatz in einem Einzelweltcup. Die folgende Tour de Ski 2013/14 beendete Jespersen auf dem zweiten Gesamtrang. Bei den folgenden Olympischen Winterspielen 2014 in Sotschi lief Jespersen über 15 km im klassischen Stil auf einen sehr guten sechsten Rang. In der folgenden Staffel verpasste er gemeinsam mit Eldar Rønning, Martin Johnsrud Sundby und Petter Northug als Vierter nur knapp eine Medaille. Beim abschließenden 50 km Einzel kam er als 32. ins Ziel. Nachdem er das folgende Saisonfinale in Falun nicht zu Ende lief, beendete er die Saison auf Rang vier der Weltcup-Gesamtwertung. Im Distanzweltcup erreichte er ebenfalls den vierten Platz. Zu Beginn der folgenden Saison belegte er in Ruka den 45. Platz über 15 km klassisch und den 17. Rang bei der Nordic Opening in Lillehammer. Beim folgenden Weltcup in Davos errang er den dritten Platz über 15 km Freistil. Die Tour de Ski 2015 beendete er auf den achten Rang. Bei den Nordischen Skiweltmeisterschaften 2015 in Falun wurde er Achter über 15 km Freistil. Zum Saisonende erreichte er im Gesamt- und im Distanzweltcup den 12. Rang. Im April 2015 siegte er beim Haukelirennet über 32 km Freistil.
In der Saison 2015/16 ging Jespersen nur zwei Mal im Weltcup an den Start. In Davos belegte er den achten Platz im 30 km Rennen. Das 15 km Rennen in Nove Mesto beendete er vorzeitig. Sein einziges Weltcuprennen im Winter 2017/18 beendete er ebenfalls nicht im Ziel. Beim Scandinavian-Cup in Vuokatti wurde er Dritter über 15 km klassisch. Beim Reistadløpet belegte er den zweiten Platz.
Seit 2018 geht Jesperson hauptsächlich bei Skimarathonrennen an den Start. In der Saison 2018/19 erhielt Jespersen außerdem drei Einsätze im Skilanglaufweltcup und belegte dabei die Plätze 5, 12 und 15. Im Jänner 2020 siegte er beim La Diagonela.

## Erfolge

### Siege bei Weltcuprennen

#### Etappensiege bei Weltcuprennen
| Nr. | Datum          | Ort           | Disziplin                         | Rennen              |
| --- | -------------- | ------------- | --------------------------------- | ------------------- |
| 1.  | 5. Januar 2014 | Val di Fiemme | 9 km Bergverfolgung Freistil 1, 2 | Tour de Ski 2013/14 |

#### Weltcupsiege im Team
| Nr. | Datum            | Ort   | Disziplin           |
| --- | ---------------- | ----- | ------------------- |
| 1.  | 24. Februar 2008 | Falun | 4 × 10 km Staffel 2 |

### Siege bei Continental-Cup-Rennen
| Nr. | Datum            | Ort    | Disziplin                 | Serie            |
| --- | ---------------- | ------ | ------------------------- | ---------------- |
| 1.  | 27. Februar 2011 | Keuruu | 15 km Verfolgung Freistil | Scandinavian Cup |

### Siege bei Ski-Classics-Rennen
| Nr. | Datum           | Ort  | Rennen       | Disziplin                   |
| --- | --------------- | ---- | ------------ | --------------------------- |
| 1.  | 18. Januar 2020 | Zuoz | La Diagonela | 62 km klassisch Massenstart |

## Platzierungen im Weltcup

### Weltcup-Statistik
Die Tabelle zeigt die erreichten Platzierungen im Einzelnen.
- 1.–3. Platz: Anzahl der Podiumsplatzierungen
- Top 10: Anzahl der Platzierungen unter den ersten zehn
- Punkteränge: Anzahl der Platzierungen innerhalb der Punkteränge
- Starts: Anzahl gelaufener Rennen in der jeweiligen Disziplin
- Hinweis: Bei den Distanzrennen erfolgt die Einordnung gemäß FIS.

| Platzierung               | Distanzrennen a | Distanzrennen a | Distanzrennen a | Distanzrennen a | Distanzrennen a | Skiathlon Verfolgung | Sprint | Etappen- rennen b | Gesamt | Team c | Team c  |
| Platzierung               | ≤ 5 km          | ≤ 10 km         | ≤ 15 km         | ≤ 30 km         | > 30 km         | Skiathlon Verfolgung | Sprint | Etappen- rennen b | Gesamt | Sprint | Staffel |
| ------------------------- | --------------- | --------------- | --------------- | --------------- | --------------- | -------------------- | ------ | ----------------- | ------ | ------ | ------- |
| 1. Platz                  |                 |                 |                 |                 |                 | 1                    |        |                   | 1      |        | 1       |
| 2. Platz                  |                 |                 |                 | 1               |                 |                      |        | 1                 | 2      |        | 1       |
| 3. Platz                  | 1               | 1               | 1               |                 |                 |                      |        |                   | 3      |        | 1       |
| Top 10                    | 1               | 5               | 7               | 2               |                 | 3                    |        | 3                 | 21     |        | 4       |
| Punkteränge               | 3               | 6               | 14              | 3               | 1               | 11                   | 1      | 7                 | 46     |        | 6       |
| Starts                    | 3               | 6               | 19              | 6               | 7               | 16                   | 10     | 7                 | 74     |        | 6       |
| Stand: Saisonende 2018/19 |                 |                 |                 |                 |                 |                      |        |                   |        |        |         |

### Weltcup-Gesamtplatzierungen
| Saison  | Gesamt | Gesamt | Distanz | Distanz | Sprint | Sprint |
| Saison  | Punkte | Platz  | Punkte  | Platz   | Punkte | Platz  |
| ------- | ------ | ------ | ------- | ------- | ------ | ------ |
| 2008/09 | 20     | 120.   | 20      | 72.     | –      | –      |
| 2009/10 | 3      | 178.   | 3       | 118.    | –      | –      |
| 2010/11 | 50     | 85.    | 50      | 49.     | –      | –      |
| 2011/12 | 63     | 78.    | 51      | 53.     | –      | –      |
| 2012/13 | 148    | 49.    | 118     | 37.     | –      | –      |
| 2013/14 | 747    | 4.     | 362     | 4.      | 1      | 106.   |
| 2014/15 | 426    | 12.    | 270     | 12.     | –      | –      |
| 2015/16 | 32     | 95.    | 32      | 55.     | –      | –      |
| 2016/17 | –      | –      | –       | –       | –      | –      |
| 2017/18 | –      | –      | –       | –       | –      | –      |
| 2018/19 | 83     | 64.    | 83      | 37.     | –      | –      |